# Orthostichopsis sublivens
Orthostichopsis sublivens är en bladmossart som beskrevs av Brotherus 1906. Orthostichopsis sublivens ingår i släktet Orthostichopsis och familjen Pterobryaceae. Inga underarter finns listade i Catalogue of Life.